# USS Philadelphia (LPD-32)
«Філадельфія» (англ. USS Philadelphia (LPD-32)) — планований десантний транспортний корабель-док ВМС США типу «Сан-Антоніо».

## Назва
Корабель названий на честь міста Філадельфія, штат Пенсільванія. Це сьомий корабель у складі ВМС США з такою назвою.

## Історія створення
Корабель був замовлений 31 березня 2023 року суднобудівній компанії Ingalls Shipbuilding. 